# Federaal Agentschap voor Geneesmiddelen en Gezondheidsproducten
Het Federaal Agentschap voor Geneesmiddelen en Gezondheidsproducten (FAGG) (in het Frans: Agence fédérale des médicaments et des produits de santé oftewel AFMPS) is in België de bevoegde overheid voor het verzekeren van de kwaliteit, de veiligheid en de doeltreffendheid van geneesmiddelen en gezondheidsproducten (medische hulpmiddelen en hulpstukken, grondstoffen, bloed en zijn bestanddelen van menselijke oorsprong, menselijk lichaamsmateriaal), voor zowel menselijk als diergeneeskundig gebruik, in klinische ontwikkeling en op de markt.
Het FAGG werkt samen met de academische wereld, de farmaceutische industrie en andere betrokken sectoren, de gezondheidszorgbeoefenaars en andere nationale, Europese en mondiale instanties en de politieke verantwoordelijken, om de bevolking te voorzien van geneesmiddelen en gezondheidsproducten die zij nodig heeft en om de patiënten of burgers te helpen bij een goed gebruik ervan. Anno 2018 beschikt het FAGG over 478 medewerkers. Het FAGG valt onder de bevoegdheid van de minister van Sociale Zaken en Volksgezondheid.

## Geschiedenis

### Bestuur voor volksgezondheid
Sinds 1890 viel de verantwoordelijkheid voor de controle op eetwaren en geneesmiddelen onder het Bestuur voor volksgezondheid en gemeentewegen van het toenmalige Ministerie van Landbouw, Nijverheid en Openbare werken. In 1906 werd dit Bestuur opgedeeld in een Bestuur voor gezondheidszorg en een Bestuur voor gemeentewegen en onbevaarbare waterlopen. Twee jaar later werd dit Bestuur voor gezondheidszorg overgedragen naar het Ministerie van Binnenlandse Zaken. In 1936 werd de bevoegdheid voor volksgezondheid overgedragen van het Ministerie van Binnenlandse Zaken naar het eerste autonome Ministerie van Volksgezondheid. Voor de Tweede Wereldoorlog "pendelde" de gezondheidsadministratie echter nog enkele keren heen en weer tussen deze twee ministeries. Bij de Duitse bezetting werd het Ministerie van Volksgezondheid ontbonden en kwamen de verschillende bevoegdheden bij verschillende administraties terecht. De bevoegdheid voor geneesmiddelen kwam onder het Bestuur voor volksgezondheid opnieuw terecht onder het Ministerie van Binnenlandse Zaken.

### Na de Tweede Wereldoorlog
Na de Tweede Wereldoorlog werd het Ministerie van Volksgezondheid opnieuw in ere hersteld. De bevoegdheid voor de prijsbepaling van geneesmiddelen ressorteerde echter onder het Ministerie van Economische Zaken. In 1950 veranderde het ministerie samen met enkele bevoegdheidsoverdrachten in het Ministerie van Volksgezondheid en van het Gezin. In 1964 trad als reactie op het Softenonschandaal een nieuwe wet op de geneesmiddelen in werking, die vereiste dat geneesmiddelen een vergunning moesten krijgen van de minister van Volksgezondheid voor ze in de handel werden gebracht. Voor deze wet volstond het dat producenten de formule van het geneesmiddel meedeelden aan de Algemene Farmaceutische Inspectie van het ministerie. In 1987 veranderde de naam van het ministerie, na belangrijke bevoegdheidsoverdrachten in het kader van de staatshervorming van 1980, in Ministerie van Volksgezondheid en Leefmilieu. In 1995 werden het Ministerie van Volksgezondheid en Leefmilieu en dat van Sociale Voorzorg samengevoegd tot het Ministerie van Sociale zaken, Volksgezondheid en Leefmilieu. De bevoegdheid voor de controle op geneesmiddelen viel aan het eind van de twintigste eeuw onder het Bestuur van de bescherming van de gezondheid van dit ministerie.

### Copernicushervorming
Bij de Copernicushervorming binnen de federale overheid werd het ministerie in 2002 gesplitst in twee nieuwe federale overheidsdiensten (FOD's): de FOD Sociale Zekerheid en de FOD Volksgezondheid, Veiligheid van de Voedselketen en Leefmilieu (FOD VVVL). Deze laatste erfde van de Algemene Farmaceutische Inspectie van haar oude ministerie de bevoegdheid voor geneesmiddelen voor menselijk gebruik, en de bevoegdheid voor geneesmiddelen voor dierlijk gebruik van het Ministerie van Middenstand en Landbouw. Deze bevoegdheden voor geneesmiddelen werden ondergebracht in het Directoraat-generaal Geneesmiddelen van de nieuwe FOD VVVL. In 2003 werd Johan Van Calster de directeur-generaal van dit directoraat-generaal. Het directoraat-generaal kampte echter met een gebrek aan middelen en personeel om een steeds groter wordende berg dossiers af te handelen. Ook vanuit het directoraat-generaal zelf en vanuit de farmaceutische industrie groeide de vraag naar meer autonomie. Daarom werd besloten de bevoegdheden voor geneesmiddelen van de FOD VVVL in een autonoom agentschap onder te brengen.

### Oprichting agentschap
Zo is in 2007 het FAGG ontstaan uit het Directoraat-generaal Geneesmiddelen. Het agentschap werd officieel opgericht op 1 januari 2007 door de wet van 20 juli 2006 betreffende de oprichting en de werking van het Federaal Agentschap voor Geneesmiddelen en Gezondheidsproducten, en nam de taken betreffende geneesmiddelen integraal over van de FOD VVVL. De bevoegdheid voor het prijzenbeleid omtrent geneesmiddelen bleef evenwel ressorteren onder de FOD Economie en de minister van Economie, en de bevoegdheid voor de terugbetaling van geneesmiddelen door de ziekteverzekering onder het RIZIV en de minister van Sociale Zaken. Piet Vanthemsche werd aangesteld als eerste administrateur-generaal ad interim. Een jaar later werd Xavier De Cuyper aangesteld als definitief administrateur-generaal.

### Verhuis
In 2021 verhuisde het agentschap van het Eurostation-gebouw bij het station Brussel-Zuid naar Sint-Joost-ten-Node, waar het in het Galileïgebouw is ondergebracht samen met de FOD Volksgezondheid, Veiligheid van de Voedselketen en Leefmilieu en het Rijksinstituut voor Ziekte- en Invaliditeitsverzekering (RIZIV). 
De nieuwe gemeenschappelijke huisvesting kadert ook in een door minister van Volksgezondheid Maggie De Block voorgestane redesign van de federale gezondheidsadministraties.

## Competentiedomeinen en activiteiten
De competentiedomeinen van het FAGG zijn:
- Onderzoek en ontwikkeling
- Vergunning voor het in de handel brengen
- Inspectie en controle
- Vigilantie
- Goed gebruik van geneesmiddelen en gezondheidsproducten

De kernactiviteiten van het fagg zijn van toepassing op alle geneesmiddelen en gezondheidsproducten voor menselijk en diergeneeskundig gebruik en kunnen opgedeeld worden in vier domeinen:
1.	advies geven aan:	
- de nationale, Europese en mondiale instanties;
- de politiek verantwoordelijken zoals het parlement of de bevoegde minister;
- de academische wereld;
- de betrokken industrie;
- de gezondheidszorgbeoefenaars;
- de pers;
- de patiënt of burger die meer informatie wenst.

2.	Officiële documenten zoals vergunningen, goedkeuringen, certificaten, … afleveren, bijvoorbeeld:
- een goedkeuring van een klinische proef;
- een vergunning voor het in de handel brengen (VHB);
- een vergunning voor parallelinvoer;
- de standaardisering van een magistrale bereiding en de goedkeuring van een monografie;
- de vergunning van een grondstof voor de bereiding van geneesmiddelen in de apotheek;
- een aanmeldingsnummer of exportcertificaat;
- de goedkeuring van reclame voor het publiek en visa voor wetenschappelijke manifestaties.

3.	De kwaliteit, veiligheid en doeltreffendheid bewaken door:	
- meldingen van vermoedelijke bijwerkingen en incidenten met geneesmiddelen en gezondheidsproducten op te volgen, te evalueren en de nodige corrigerende maatregelen te voorzien;
- bevragingen te voeren;
- inspecties en controles uit te voeren;
- het meldsysteem van kwaliteitsproblemen met geneesmiddelen op te volgen.

4.	Sancties nemen zoals:	
- een administratieve boete opleggen;
- de officiële documenten intrekken of aanpassen;
- een gezondheidsmaatregel nemen;
- een verbod instellen.

Het FAGG zorgt er ook voor dat alle patiënten en gezondheidszorgbeoefenaars op ieder moment toegang hebben tot objectieve, correcte, volledige en transparante informatie zodat geneesmiddelen en gezondheidsproducten op een goede manier gebruikt worden.
- Iedereen kan zien welke geneesmiddelen in België vergund zijn en kan de actuele bijsluiters en samenvattingen van de kenmerken van het product van alle gecommercialiseerde geneesmiddelen raadplegen.
- De bevolking wordt gesensibiliseerd via informatieve campagnes over geneesmiddelen en gezondheidsproducten met tips om de gezondheid te beschermen en om te helpen bij een goed gebruik van geneesmiddelen in het algemeen en bij kinderen in het bijzonder.

## Organisatie
Het FAGG is sinds de oprichting gegroeid van een organisatie met enkele tientallen medewerkers tot een agentschap dat meer dan 500 medewerkers telt. De meeste daarvan zijn wetenschappelijk gevormd. Het agentschap telt vijf entiteiten: drie Directoraten-generaal, namelijk DG PRE vergunning, DG POST vergunning en DG INSPECTIE en de ondersteunde diensten en diensten van de Administrateur-generaal.

## Wetgeving
Enkele belangrijke nationale wetteksten met betrekking tot het FAGG zijn onder andere de wet van 24 februari 1921 betreffende het verhandelen van giftstoffen, slaapmiddelen en verdovende middelen, psychotrope stoffen, ontsmettingsstoffen en antiseptica en van de stoffen die kunnen gebruikt worden voor de illegale vervaardiging van verdovende middelen en psychotrope stoffen, de wet van 25 maart 1964 op de geneesmiddelen, de wet van 21 juni 1983 betreffende gemedicineerde diervoeders, het koninklijk besluit van 18 maart 1999 betreffende de medische hulpmiddelen en de wet van 20 juli 2006 betreffende de oprichting en de werking van het Federaal Agentschap voor Geneesmiddelen en Gezondheidsproducten.
Daarnaast zijn er ook een aantal belangrijke Europese wetteksten omtrent geneesmiddelen en medische hulpmiddelen die een weerslag hebben op de activiteiten van het FAGG.

## Trivia
- In juli 2020 werd een opsporingsonderzoek geopend naar mogelijke belangenvermenging door de directeur-generaal van het DG POST vergunning. Concreet werd de betrokken directeur-generaal verdacht van enerzijds het Italiaanse bedrijf DiaSorin boven de marktprijs te hebben betaald voor serologische tests om COVID-19 op te sporen, en anderzijds van de tests te hebben laten valideren door een laboratorium dat door zijn partner geleid werd.[11]